# NASAMS

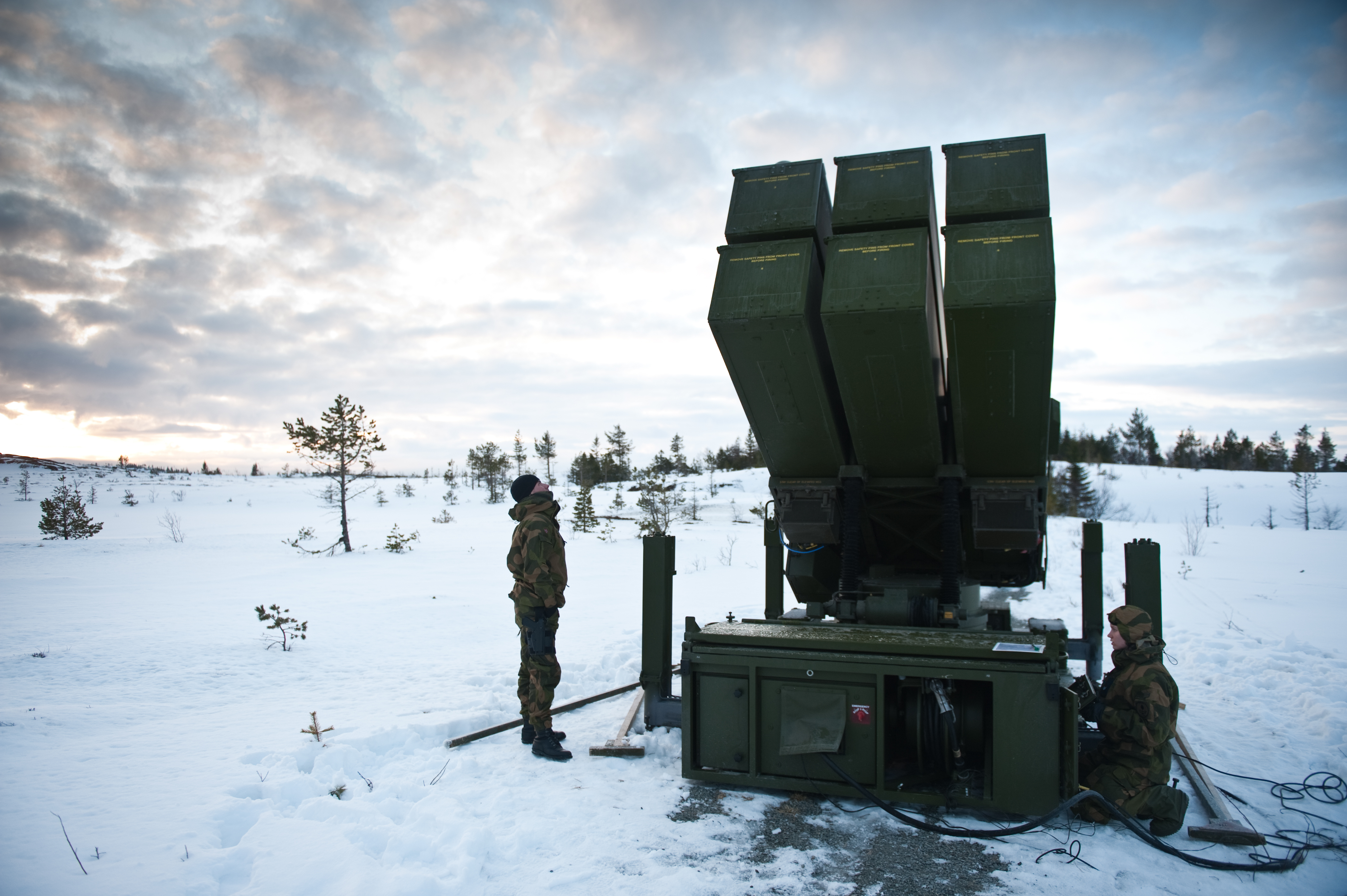
Exercice en 2010.

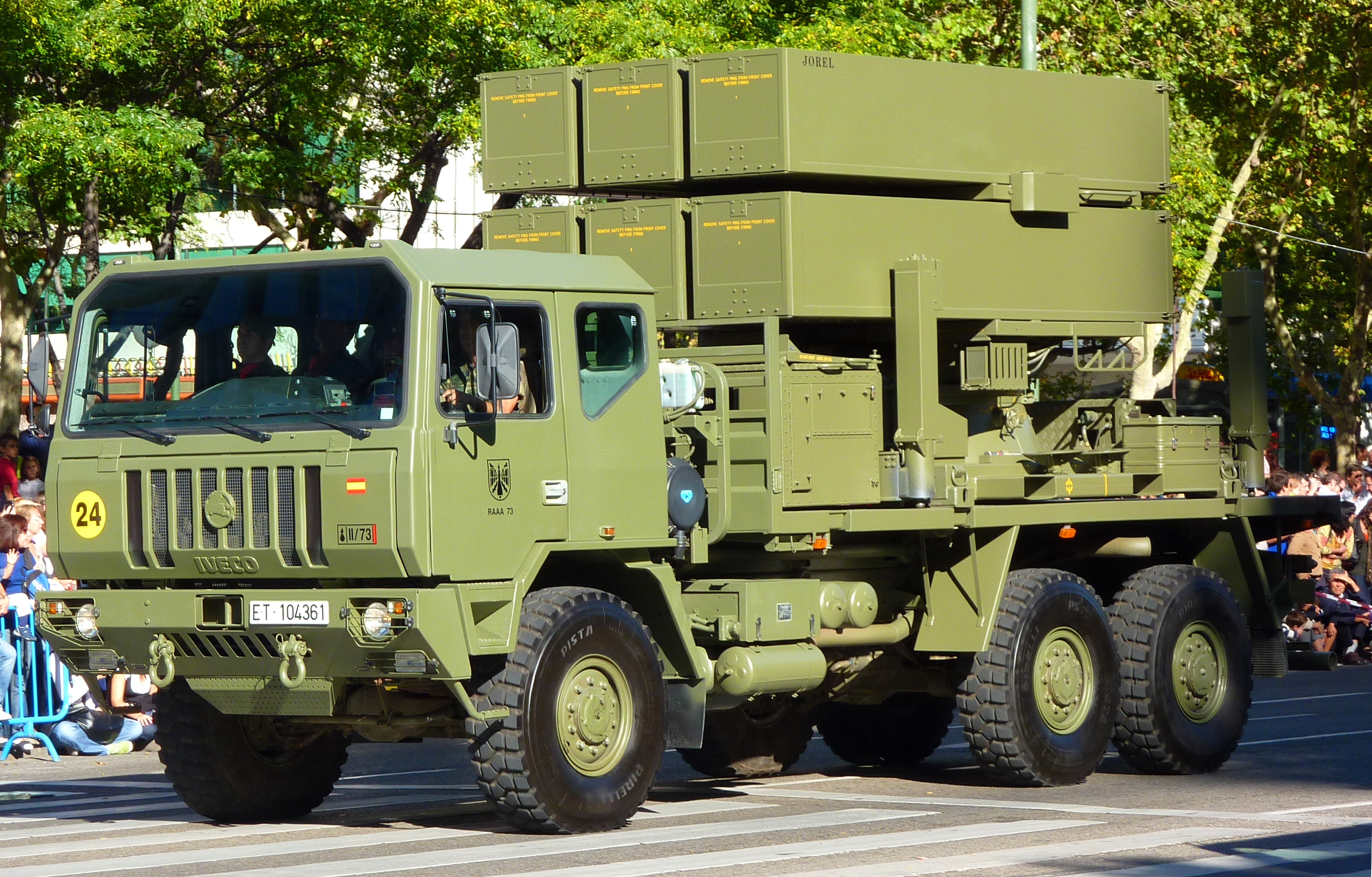
Un système NASAMS mobile de l'armée de terre espagnole sur camion porteur Iveco Astra.

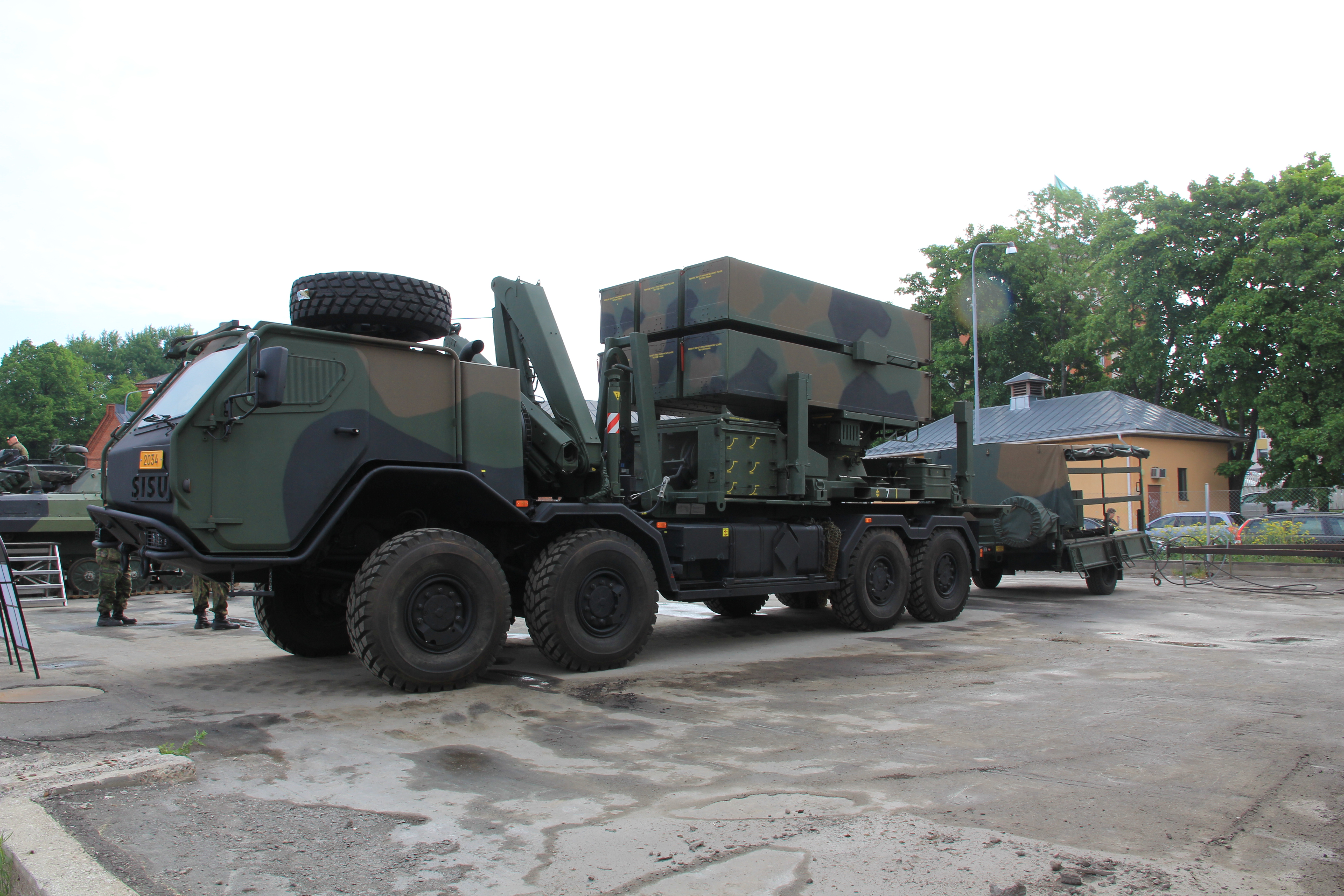
Un système NASAMS 2 Sisu E13TP, de l'armée finlandaise.

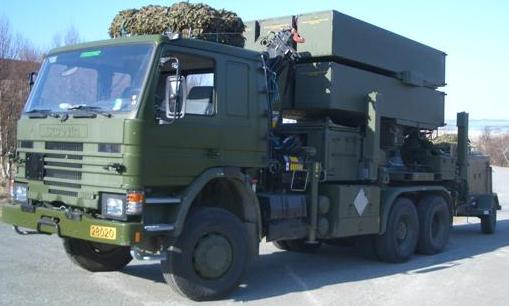
Lanceur NASAMS sur un camion Scania 113H.

Le système NASAMS, pour « Norwegian Advanced Surface to Air Missile System », est une batterie de missiles sol-air norvégienne destinée à la lutte antiaérienne à moyenne et longue portée. Mettant en œuvre le missile américain AIM-120 AMRAAM. Elle est la première application de surface de ce missile. Le missile lui-même est désigné « SL-AMRAAM », de l'anglais : Surface-Launched Advanced Medium Range Air-to-Air Missile.

## Développement
La compagnie norvégienne Kongsberg Defence & Aerospace s'est associée avec l'américain Raytheon et a initié le programme NASAMS, dans un effort de coopération pour la Luftforsvaret (la force aérienne norvégienne). Le système dernier-cri de défense antiaérienne en réseau NASAMS a été déclaré à pleine capacité opérationnelle en 1998, mais sa capacité opérationnelle initiale avait déjà été atteinte vers 1994 ou 1995.
Jusqu'à la fin des années 1990, la solution de défense aérienne terrestre de la force aérienne royale, aussi connue sous la désignation de « Norwegian solution » (NORSOL), consistait en trois différents systèmes : Le canon antiaérien L70 de 40 mm, contrôlé par le radar Doppler pulsé FCS2000 d'Oerlikon Contraves, le missile portatif à guidage laser RBS 70, et le NASAMS. Tous ces systèmes ont été réunis dans l'ARCS, via des câbles terrestres et des liaisons radio. L'ARCS maintient des hauts niveaux de sécurité et d'interconnexion entre les systèmes, et garantit ainsi la protection des avions amis, en diminuant fortement les risques de confusion au sein des divers sous-systèmes, pouvant parfois mener à des tirs amis. Les capacités du NASAMS ont été améliorées par la nature de ce système en réseau distribué.

## Évolution
La force aérienne norvégienne, en collaboration avec Kongsberg Defence Aerospace, a mené une évolution de mi-vie du NASAMS, désignée NASAMS 2, qui fut rendue disponible pour la force norvégienne dès le milieu de l'année 2006. Les différences majeures entre les deux versions sont l'utilisation de la liaison 16 pour le NASAMS 2, ainsi qu'un radar de sol plus performant. La pleine capacité opérationnelle de ce système était prévue pour 2007.

## Caractéristiques
Le système se compose de radars tridimensionnels AN/TPQ-36A de construction américaine, pour la surveillance à basse altitude (LASR, Low Altitude Surveillance Radar), de missiles AIM-120 AMRAAM et d'un système de gestion de bataille et de contrôle conçu localement appelé FDC, pour « Fire Distribution Center ». Le FDC, connecté à un radar AN/TPQ-36A, forme un système de contrôle et d'acquisition radar, ou ARCS (Acquisition Radar and Control System). Le missile a une portée horizontale pouvant aller jusqu'à 25 km. D'autres sources annoncent plutôt une portée de « plus de 15 km », mais cela reste dépendant de la version du missile utilisée. Les missiles sont emportés dans des conteneurs de six missiles chacun, transportés par des camions. Ils sont aussi parfois désignés MIM-120A, bien que cette désignation n'ait rien d'officiel.
Portée des différentes versions de l'AIM-120 AMRAAM :
- AIM-120A/B : 55 à 75 km ;
- AIM-120C5 : > 105 km ;
- AIM-120D (C-8) : > 180 km.

Il faut cependant noter que les portées des missiles air-air sont des données estimées, pour des rencontres entre avions en déplacement rapide à une certaine altitude, et que logiquement la portée est bien plus faible lorsque le missile est tiré depuis le sol à partir d'un point fixe. Une autre caractéristique importante d'un missile sol-air est son altitude maximale, qui est généralement seulement le tiers de sa portée horizontale maximale.

## AMRAAM-ER
Le 22 février 2015, Raytheon annonce le développement d'une version à portée étendue (« Extended Range », ER) du missile SL-AMRAAM. Cette évolution est censée rendre le missile « même plus rapide et manœuvrable que l'AMRAAM actuel ». Les essais devaient commencer en 2015. Les travaux de développement avaient débuté en 2014, et le missile est en fait un RIM-162 ESSM (Evolved Sea Sparrow Missile) utilisant un système de guidage d'AMRAAM. L'amélioration de portée n'a pas pu être vérifiée, mais elle devrait être portée à environ 40 ou 50 km, avec un plafond opérationnel fixé à 45 000 pieds (environ 15 000 mètres). La production devait démarrer vers 2019.

## Carrière opérationnelle
Le NASAMS a été exporté vers l'Espagne et les États-Unis, son évolution NASAMS 2 ayant été exportée vers la Finlande, les Pays-Bas, Oman et le Chili,,.
Plusieurs NASAMS ont été utilisés pour la surveillance de l'espace aérien au-dessus de Washington, pendant l'Inauguration Day de 2005, pour protéger l'espace aérien autour de la Maison-Blanche,.
En février 2025, les Forces armées norvégiennes ont annoncé que les systèmes NASAMS ont intercepté 900 cibles au-dessus de l'Ukraine, avec une efficacité de 94% :  60% de missiles de croisière.

## Utilisateurs

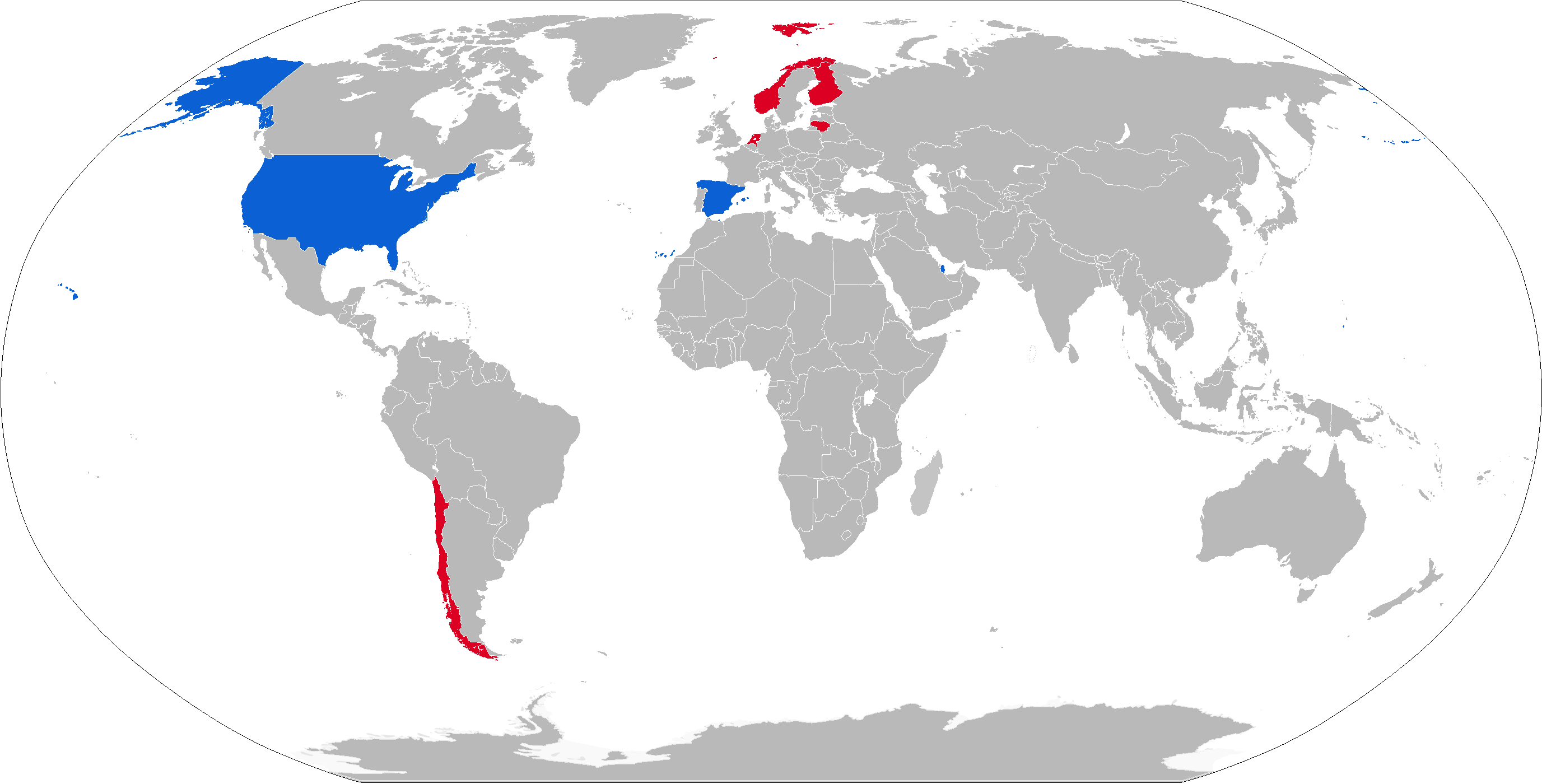
Carte des utilisateurs du NASAMS (bleu foncé) et du NASAMS 2 (rouge).

Cette liste présente uniquement les utilisateurs du NASAMS en 2016, excluant ceux du système évolué NASAMS 2.

### Actuels
- Espagne : En 2022, le Commandement de l'artillerie antiaérienne a quatre batteries de deux lanceurs (normalement trois) associées à un radar AN/MPQ-64 Sentinel. Trois batteries forment le groupe II/73 de Carthagène, la quatrième est intégrée au groupe I/94 de Las Palmas de Grande Canarie[11]
- États-Unis : Utilisé pour protéger des cibles de haute valeur et l'agglomération de Washington[12] depuis 2005.
- Qatar : Le 10 juillet 2019, un contrat est confirmé pour l’acquisition de NASAMS avec des missiles AMRAAM-ER faisant de ce pays le premier acheteur de cette version[13].
- Lituanie : Deux batteries de missiles sol-air provenant des surplus norvégiens commandées pour environ 110 millions d'euros en octobre 2017, pour une livraison d'ici 2021[14],[15].
- Oman : Systèmes commandés en 2014, pour une valeur de 1,28 milliard de dollars[16].
- Ukraine : Le 25 septembre 2022, le président ukrainien Zelensky confirme l'arrivée de NASAMS, livrés par les États-Unis, pour contribuer à la défense antiaérienne du pays[17].

### Ancien
- Norvège : Depuis passée au NASAMS 2.

### Probable
- Croatie : le ministère de la Défense croate s'est montré intéressé par l'achat des surplus de NASAMS en provenance de l'armée norvégienne.
- Belgique : le gouvernement belge va passer un contrat de 2,5 milliards d'euros pour l'achat de 9 batteries de missiles antiaériens NASAMS du fabricant norvégien Kongsberg[18].
- Grand-Duché de Luxembourg : achat d'une batterie[19].